# Marollette

Marollette este o comună în departamentul Sarthe, Franța. În 2009 avea o populație de 139 de locuitori.